# بخش سملقان
بخش سِمِلقان، یکی از بخش‌های شهرستان سملقان در استان خراسان شمالی ایران است. مرکز این بخش، شهر قاضی است.

## تقسیمات کشوری
- بخش سملقان
  - دهستان آلمه
  - دهستان قاضی

شهرها: آوا و قاضی

## جمعیت
بر پایه سرشماری عمومی نفوس و مسکن در سال ۱۳۹۵، جمعیت بخش سملقان برابر با ۲۱٬۳۷۸ نفر بوده‌است.